# 本多區 (昆士蘭州)
本多是布里斯本市內北部的市轄區。

## 外部連結
- University of Queensland: Queensland Places: Boondall （页面存档备份，存于）

27°20′55″S 153°03′37″E / 27.3486°S 153.0602°E